# Dírham marroquí
El dírham marroquí (àrab: درهم مغربي, dirham maḡribī, o, simplement, درهم, dirham; en plural دراهم, darāhim) és la moneda del Marroc. El codi ISO 4217 és MAD i l'abreviació és Dh (o د.م. en àrab). Se subdivideix en 100 cèntims (سنتيمات, santīmāt, en singular سنتيم, santīm, del francès centime). També és utilitzat al Sàhara Occidental, ocupat militarment pel Marroc.
El dírham es va introduir el 1960 en substitució del franc marroquí, tot i que aquesta darrera moneda va circular al Marroc fins al 1974, a raó de 100 francs per dírham o, cosa que és el mateix, 1 cèntim de dírham per franc.

## Monedes i bitllets
Emès pel Banc del Marroc (en àrab بنك المغرب, Bank al-Maḡrib), en circulen monedes d'1, 5, 10 i 20 cèntims i de ½, 1, 2, 5 i 10 dírhams, i bitllets de 20, 50, 100 i 200 dírhams.

## Taxes de canvi
- 1 EUR = 10,7817 MAD (28 d'abril del 2020)
- 1 USD = 9,95334 MAD (28 d'abril del 2020)